# Emil Krafth
Emil Henry Kristoffer Krafth, né le 2 août 1994 à Stockholm, est un footballeur international suédois. Il évolue avec le club à Newcastle United, au poste d'arrière droit.

## Biographie

### Carrière en club

#### Débuts professionnels
Après être passé par Lagans AIK où il joue ses premiers matchs en équipe première en septième division suèdoise puis Östers IF où il découvre la deuxième division, EmilKrafth rejoint Helsingborgs IF en 2012.
Krafth joue son premier match pour le Helsingborgs IF le 27 avril 2012, lors d'une rencontre de championnat face au Mjällby AIF. Il est titularisé et les deux équipes se neutralisent un but partout.
Avec cette équipe, il joue deux matchs en Ligue Europa.

#### Bologne FC
Le 21 août 2015, il rejoint le club italien Bologne FC.
Le 7 août 2018, il est prêté au Amiens SC avec option d'achat jusqu'à la fin de la saison. Il inscrit son premier but le 22 septembre lors de la défaite trois buts à un sur la pelouse du RC Strasbourg.

#### Newcastle United
Le 8 août 2019 alors qu'il appartenait depuis peu au Amiens SC, il signe un contrat de 4 ans à Newcastle United. Il joue son premier match pour les magpies le 17 août 2019, lors d'une rencontre de Premier League face à Norwich City. Il est titularisé et son équipe s'incline par trois buts à un.
Le 25 juillet 2022, Krafth prolonge son contrat avec Newcastle d'une saison, il est alors lié au club jusqu'en juin 2024.

### En équipe nationale
Il figure dans l'effectif du championnat d'Europe espoirs 2015 organisé en Tchéquie. Toutefois, il se blesse avant le début de la compétition. Il est remplacé par Victor Lindelöf. L'équipe de Suède remporte la compétition en battant le Portugal.
Il joue son premier match en équipe de Suède le 17 janvier 2014 contre la Moldavie,.
Le 19 mai 2021, il est appelé par Janne Andersson, le sélectionneur de l'équipe nationale de Suède et figure dans la liste des 26 joueurs suédois retenus pour participer à l'Euro 2020,.

## Statistiques
| Saison                | Club                  | Championnat           | Championnat | Championnat | Coupe nationale | Coupe nationale | Coupe de la Ligue | Coupe de la Ligue | Supercoupe | Supercoupe | Compétition(s) continentale(s) | Compétition(s) continentale(s) | Compétition(s) continentale(s) | Total | Total |
| Saison                | Club                  | Division              | M.          | B.          | M.              | B.              | M.                | B.                | M.         | B.         | Comp.                          | M.                             | B.                             | M.    | B.    |
| 2011                  | Östers IF             | Superettan            | 24          | 0           | 1               | 0               | -                 | -                 | -          | -          | -                              | -                              | -                              | 25    | 0     |
| 2012                  | Helsingborgs IF       | Allsvenskan           | 9           | 0           | -               | -               | -                 | -                 | -          | -          | C3                             | 2                              | 0                              | 11    | 0     |
| 2013                  | Helsingborgs IF       | Allsvenskan           | 27          | 1           | 4               | 0               | -                 | -                 | -          | -          | -                              | -                              | -                              | 31    | 1     |
| 2014                  | Helsingborgs IF       | Allsvenskan           | 28          | 1           | 7               | 0               | -                 | -                 | -          | -          | -                              | -                              | -                              | 35    | 1     |
| 2015                  | Helsingborgs IF       | Allsvenskan           | 12          | 1           | 4               | 0               | -                 | -                 | -          | -          | -                              | -                              | -                              | 16    | 1     |
| Sous-total            | Sous-total            | Sous-total            | 76          | 3           | 15              | 0               | -                 | -                 | -          | -          | -                              | 2                              | 0                              | 93    | 3     |
| 2015-2016             | Bologne FC            | Serie A               | 4           | 0           | -               | -               | -                 | -                 | -          | -          | -                              | -                              | -                              | 4     | 0     |
| 2016-2017             | Bologne FC            | Serie A               | 26          | 0           | 3               | 1               | -                 | -                 | -          | -          | -                              | -                              | -                              | 29    | 1     |
| 2017-2018             | Bologne FC            | Serie A               | 12          | 0           | -               | -               | -                 | -                 | -          | -          | -                              | -                              | -                              | 12    | 0     |
| Sous-total            | Sous-total            | Sous-total            | 42          | 0           | 3               | 1               | -                 | -                 | -          | -          | -                              | -                              | -                              | 45    | 1     |
| 2018-2019             | Amiens SC (prêt)      | Ligue 1               | 35          | 1           | 1               | 0               | -                 | -                 | -          | -          | -                              | -                              | -                              | 36    | 1     |
| 2019-2020             | Newcastle United      | Premier League        | 17          | 0           | 2               | 0               | 1                 | 0                 | -          | -          | -                              | -                              | -                              | 20    | 0     |
| 2020-2021             | Newcastle United      | Premier League        | 16          | 1           | 1               | 0               | 3                 | 0                 | -          | -          | -                              | -                              | -                              | 20    | 1     |
| 2021-2022             | Newcastle United      | Premier League        | 20          | 0           | 1               | 0               | 1                 | 0                 | -          | -          | -                              | -                              | -                              | 22    | 0     |
| 2022-2023             | Newcastle United      | Premier League        | 1           | 0           | -               | -               | 1                 | 0                 | -          | -          | -                              | -                              | -                              | 2     | 0     |
| 2023-2024             | Newcastle United      | Premier League        | 17          | 0           | 2               | 0               | 2                 | 0                 | -          | -          | C1                             | -                              | -                              | 21    | 0     |
| 2024-2025             | Newcastle United      | Premier League        | 12          | 0           | 1               | 0               | 5                 | 0                 | -          | -          | -                              | -                              | -                              | 18    | 0     |
| Sous-total            | Sous-total            | Sous-total            | 83          | 1           | 7               | 0               | 13                | 0                 | -          | -          | -                              | -                              | -                              | 103   | 1     |
| Total sur la carrière | Total sur la carrière | Total sur la carrière | 260         | 5           | 27              | 1               | 13                | 0                 | -          | -          | -                              | 2                              | 0                              | 302   | 6     |

## Palmarès
- Vainqueur de la Coupe de la Ligue en 2025 avec le Newcastle United.
- Finaliste de la Coupe de Suède en 2014 avec le Helsingborgs IF.
- Vainqueur de la Supercoupe de Suède en 2012 avec le Helsingborgs IF.